# Hokej na lodzie na Zimowych Igrzyskach Olimpijskich 1956
Hokej na lodzie był jedną z konkurencji rozgrywanych podczas igrzysk olimpijskich. W turnieju wzięło udział 10 zespołów. W pierwszej rundzie rywalizowano w trzech grupach: grupa A liczyła cztery zespoły a grupy B i C liczyły trzy zespoły. W drugiej rundzie sześć zespołów (po dwa najlepsze z każdej grupy) rywalizowały w grupie finałowej, pozostałe drużyny (4) rywalizowały w grupie pocieszenia. W obu grupach rywalizowano systemem każdy z każdym. Złoty medal zdobyła reprezentacja Związku Radzieckiego debiutująca na turnieju olimpijskim. W klasyfikacji kanadyjskiej (na najlepiej punktującego zawodnika) zwyciężyli Kanadyjczycy: James Logan i Paul Knox zdobywcy 12 punktów (7 goli i 5 asyst).

## Rozgrywki grupowe
Grupa A
| Drużyna | M | Mecze | Mecze | Mecze | Bramki | Bramki | Bramki | Pkt |
| Drużyna | M | W     | R     | P     | +      | –      | +/−    | Pkt |
| ------- | - | ----- | ----- | ----- | ------ | ------ | ------ | --- |
| Kanada  | 3 | 3     | 0     | 0     | 30     | 1      | +29    | 6   |
| Niemcy  | 3 | 1     | 1     | 1     | 9      | 6      | +3     | 3   |
| Włochy  | 3 | 0     | 2     | 1     | 5      | 7      | -2     | 2   |
| Austria | 3 | 0     | 1     | 2     | 2      | 32     | -30    | 1   |

Wyniki
| 26 stycznia 1956 | Włochy | 2:1 | Austria | Olympic Ice Stadium |

| Godzina: 19:00 |  |  |  | Sędzia główny: Hauser Sędziowie liniowi: Johannesen |

| 26 stycznia 1956 | Kanada | 4:0 | Niemcy | Olympic Ice Stadium |

| Godzina: 21:30 |  |  |  | Sędzia główny: Dwars Sędziowie liniowi: Ahlin |

| 27 stycznia 1956 | Kanada | 23:0 | Austria | Olympic Ice Stadium |

| Godzina: 14:30 |  |  |  | Sędzia główny: Galetti Sędziowie liniowi: Demetz |

| 27 stycznia 1956 | Niemcy | 2:2 | Włochy | Olympic Ice Stadium |

| Godzina: 19:00 |  |  |  | Sędzia główny: Starowoitow Sędziowie liniowi: Kanunnik |

| 28 stycznia 1956 | Kanada | 3:1 | Włochy | Olympic Ice Stadium |

| Godzina: 21:30 |  |  |  | Sędzia główny: Unger Sędziowie liniowi: Johannessen |

| 29 stycznia 1956 | Niemcy | 7:0 | Austria | Olympic Ice Stadium |

| Godzina: 16:00 |  |  |  | Sędzia główny: Ahlin Sędziowie liniowi: Axberg |

Grupa B
| Drużyna           | M | Mecze | Mecze | Mecze | Bramki | Bramki | Bramki | Pkt |
| Drużyna           | M | W     | R     | P     | +      | –      | +/−    | Pkt |
| ----------------- | - | ----- | ----- | ----- | ------ | ------ | ------ | --- |
| Czechosłowacja    | 2 | 2     | 0     | 0     | 12     | 6      | +6     | 4   |
| Stany Zjednoczone | 2 | 1     | 0     | 1     | 7      | 4      | +3     | 2   |
| Polska            | 2 | 0     | 0     | 2     | 3      | 12     | -8     | 0   |

Wyniki
| 27 stycznia 1956 | Czechosłowacja | 4:3 | Stany Zjednoczone | Olympic Ice Stadium |

| Godzina: 10:30 |  |  |  | Sędzia główny: Hauser Sędziowie liniowi: Avberg |

| 28 stycznia 1956 | Stany Zjednoczone | 4:0 | Polska | Olympic Ice Stadium |

| Godzina: 14:30 |  |  |  | Sędzia główny: Adamec Sędziowie liniowi: Tencza |

| 29 stycznia 1956 | Czechosłowacja | 8:3 | Polska | Olympic Ice Stadium |

| Godzina: 19:00 |  |  |  | Sędzia główny: Samwald Sędziowie liniowi: Starowojtow |

Grupa C
| Drużyna    | M | Mecze | Mecze | Mecze | Bramki | Bramki | Bramki | Pkt |
| Drużyna    | M | W     | R     | P     | +      | –      | +/−    | Pkt |
| ---------- | - | ----- | ----- | ----- | ------ | ------ | ------ | --- |
| ZSRR       | 2 | 2     | 0     | 0     | 15     | 4      | +9     | 4   |
| Szwecja    | 2 | 1     | 0     | 1     | 7      | 10     | -3     | 2   |
| Szwajcaria | 2 | 0     | 0     | 2     | 8      | 16     | -8     | 0   |

Wyniki
| 27 stycznia 1956 | ZSRR | 5:1 | Szwecja | Olympic Ice Stadium |

| Godzina: 21:30 |  |  |  | Sędzia główny: Dwars Sędziowie liniowi: Lecompte |

| 28 stycznia 1956 | Szwecja | 6:5 | Szwajcaria | Olympic Ice Stadium |

| Godzina: 19:00 |  |  |  | Sędzia główny: Zarzycki Sędziowie liniowi: Lecompte |

| 29 stycznia 1956 | ZSRR | 10:3 | Szwajcaria | Olympic Ice Stadium |

| Godzina: 21:30 |  |  |  | Sędzia główny: Dwars Sędziowie liniowi: Lecompte |

## Tabela końcowa

### Grupa finałowa
| Drużyna           | M | Mecze | Mecze | Mecze | Bramki | Bramki | Bramki | Pkt | Uwagi |
| Drużyna           | M | W     | R     | P     | +      | –      | +/−    | Pkt | Uwagi |
| ----------------- | - | ----- | ----- | ----- | ------ | ------ | ------ | --- | ----- |
| ZSRR              | 5 | 5     | 0     | 0     | 25     | 5      | +20    | 10  |       |
| Stany Zjednoczone | 5 | 4     | 0     | 1     | 26     | 12     | +14    | 8   |       |
| Kanada            | 5 | 3     | 0     | 2     | 23     | 11     | +12    | 6   |       |
| Szwecja           | 5 | 2     | 1     | 3     | 10     | 17     | -7     | 3   |       |
| Czechosłowacja    | 5 | 1     | 0     | 4     | 20     | 30     | -10    | 2   |       |
| Niemcy            | 5 | 0     | 1     | 4     | 6      | 35     | -29    | 1   |       |

Wyniki
| 30 stycznia 1956 | Stany Zjednoczone | 7:2 | Niemcy | Olympic Ice Stadium |

| Godzina: 15:00 |  |  |  | Sędzia główny: Dwars Sędziowie liniowi: Bernhard |

| 30 stycznia 1956 | ZSRR | 4:1 | Szwecja | Olympic Ice Stadium |

| Godzina: 19:00 |  |  |  | Sędzia główny: Adamec Sędziowie liniowi: Tencza |

| 30 stycznia 1956 | Kanada | 6:3 | Czechosłowacja | Olympic Ice Stadium |

| Godzina: 21:30 |  |  |  | Sędzia główny: Hauser Sędziowie liniowi: Ahlin |

| 31 stycznia 1956 | Szwecja | 5:0 | Czechosłowacja | Olympic Ice Stadium |

| Godzina: 15:00 |  |  |  | Sędzia główny: Lecompte Sędziowie liniowi: Starowijtow |

| 31 stycznia 1956 | ZSRR | 8:0 | Niemcy | Olympic Ice Stadium |

| Godzina: 19:00 |  |  |  | Sędzia główny: Ahlin Sędziowie liniowi: Axberg |

| 31 stycznia 1956 | Kanada | 1:4 | Stany Zjednoczone | Olympic Ice Stadium |

| Godzina: 21:30 |  |  |  | Sędzia główny: Hauser Sędziowie liniowi: Bernhard |

| 2 lutego 1956 | Kanada | 10:0 | Niemcy | Olympic Ice Stadium |

| Godzina: 10:00 |  |  |  | Sędzia główny: Dwars Sędziowie liniowi: Galetti |

| 2 lutego 1956 | Stany Zjednoczone | 6:1 | Szwecja | Olympic Ice Stadium |

| Godzina: 19:30 |  |  |  | Sędzia główny: Hauser Sędziowie liniowi: Bernhard |

| 2 lutego 1956 | ZSRR | 7:4 | Czechosłowacja | Olympic Ice Stadium |

| Godzina: 22:00 |  |  |  | Sędzia główny: Ahlin Sędziowie liniowi: Axberg |

| 3 lutego 1956 | Kanada | 6:2 | Szwecja | Olympic Ice Stadium |

| Godzina: 11:00 |  |  |  | Sędzia główny: Dwars Sędziowie liniowi: Adamec |

| 3 lutego 1956 | Czechosłowacja | 9:3 | Niemcy | Olympic Ice Stadium |

| Godzina: 19:00 |  |  |  | Sędzia główny: Lecompte Sędziowie liniowi: Galetti |

| 3 lutego 1956 | ZSRR | 4:0 | Stany Zjednoczone | Olympic Ice Stadium |

| Godzina: 21:30 |  |  |  | Sędzia główny: Hauser Sędziowie liniowi: Bernhard |

| 4 lutego 1956 | Szwecja | 1:1 | Niemcy | Olympic Ice Stadium |

| Godzina: 15:00 |  |  |  | Sędzia główny: Starowojtow Sędziowie liniowi: Kanunnik |

| 4 lutego 1956 | Stany Zjednoczone | 9:4 | Czechosłowacja | Olympic Ice Stadium |

| Godzina: 19:00 |  |  |  | Sędzia główny: Hauser Sędziowie liniowi: Bernhard |

| 4 lutego 1956 | Kanada | 0:2 | ZSRR | Olympic Ice Stadium |

| Godzina: 21:30 |  |  |  | Sędzia główny: Ahlin Sędziowie liniowi: Axberg |

### Grupa pocieszenia
| Drużyna    | M | Mecze | Mecze | Mecze | Bramki | Bramki | Bramki | Pkt | Uwagi |
| Drużyna    | M | W     | R     | P     | +      | –      | +/−    | Pkt | Uwagi |
| ---------- | - | ----- | ----- | ----- | ------ | ------ | ------ | --- | ----- |
| Włochy     | 3 | 3     | 0     | 0     | 21     | 7      | +14    | 6   |       |
| Polska     | 3 | 2     | 0     | 1     | 12     | 10     | +2     | 4   |       |
| Szwajcaria | 3 | 1     | 0     | 2     | 12     | 18     | -6     | 2   |       |
| Austria    | 3 | 0     | 0     | 3     | 9      | 19     | -10    | 0   |       |

Wyniki
| 31 stycznia 1956 | Szwajcaria | 7:4 | Austria | Olympic Ice Stadium |

| Godzina: 15:30 |  |  |  | Sędzia główny: Tencza Sędziowie liniowi: Kanunnikow |

| 1 lutego 1956 | Austria | 2:8 | Włochy | Olympic Ice Stadium |

| Godzina: 19:00 |  |  |  | Sędzia główny: Tencza Sędziowie liniowi: Johannesen |

| 1 lutego 1956 | Szwajcaria | 2:6 | Polska | Olympic Ice Stadium |

| Godzina: 21:30 |  |  |  | Sędzia główny: Ahlin Sędziowie liniowi: Axberg |

| 2 lutego 1956 | Szwajcaria | 3:8 | Włochy | Olympic Ice Stadium |

| Godzina: 12:00 |  |  |  | Sędzia główny: Lecompte Sędziowie liniowi: Unger |

| 2 lutego 1956 | Austria | 3:4 | Polska | Olympic Ice Stadium |

| Godzina: 16:00 |  |  |  | Sędzia główny: Demetz Sędziowie liniowi: Johannesen |

| 3 lutego 1956 | Włochy | 5:2 | Polska | Olympic Ice Stadium |

| Godzina: 10:30 |  |  |  | Sędzia główny: Axberg Sędziowie liniowi: Ahlin |

## Składy
| M | Państwo           | Zawodnicy |
| - | ----------------- | --- |
| 1 | ZSRR              | Nikołaj Puczkow, Grigorij Mkrtyczan, Nikołaj Sołogubow, Iwan Triegubow, Dmitrij Ukołow, Gienrich Sidorenko, Jewgienij Babicz, Wiktor Szuwałow, Wsiewołod Bobrow, Jurij Kryłow, Aleksander Uwarow, Walentin Kuzin, Jurij Pantiuchow, Aleksiej Guryszedw, Nikołaj Chłystow, Alfred Kuczewskij, Wiktor Nikiforow |
| 2 | Stany Zjednoczone | Willard Ikola, Donald Rigazio, Richard Rodenhiser, Daniel McKinnon, Ed Sampson, John Matchefts, Richard Meredith, Richard Dougherty, Kenneth Purpur, John Mayasich, William Cleary, Wellington Burnett, Wendell Anderson, Eugene Campbell, Gordon Christian, Weldon Olson, John Petroske                      |
| 3 | Kanada            | Denis Brodeur, Keith Woodall, Floyd Martin, Howard Lee, Arthur Hurst, John McKenzie, James Logan, Paul Knox, Donald Rope, Byrle Klinck, William Colvin, Gerald Theberge, Alfred Horne, Charles Brooker, George Scholes, Bob White, Kenneth Laufman                                                            |
| 4 | Szwecja           | Lars-Åke Svensson, Yngwe Casslind, Bertz Zetterberg, Lars Björn, Åke Lassas, Bengt Larsson, Lars Malmberg, Holger Nurmela, Sven Johansson, Sigurd Bröms, Hans Öberg, Ronald Pettersson, Nils Nilsson, Lars-Eric Lundvall, Hans Andersson-Tvilling, Stig Andersson-Tvilling, Stig Carlsson                     |
| 5 | Czechosłowacja    | Jan Vodička, Ján Jendek, Karel Gut, Jan Kasper, Václav Bubník, Jaromír Bübner, Slavomír Bartoň, Vlastimil Bubník, Bronislav Danda, Zdeňek Návrat, František Vaňek, Bohumil Prošek, Miroslav Klůc, Stanislav Bacílek, Vladimír Zábrodský, otto Cimrman, Václav Pantůček                                        |
| 6 | Niemcy            | Ulrich Jansen, Alfred Hoffmann, Anton Biersack, Bruno Guttowski, Martin Beck, Paul Ambros, Karl Bierschel, Kurt Sepp, Markus Egen, Ernst Trautwein, Rudolf Pittrich, Hans Huber, Arthur Endres, Rainer Kossmann, Hans Rampf, Martin Zach, Günter Jochems                                                      |
| 7 | Włochy            | Vittorio Bolla, Giuliano Ferraris, Carmine Tucci, Carlo Montemurro, Aldo Federici, Mario Bedogni, Bernardo Tomei, Giovanni Furlani, Giampiero Branduardi, Aldo Maniacco, Ernesto Crotti, Giancarlo Agazzi, Gianfranco Darin, Rino Alberton, Giulio Oberhammer, Francesco Macchietto                           |
| 8 | Polska            | Edward Kocząb, Władysław Pabisz, Henryk Bromowicz, Hilary Skarżyński, Kazimierz Chodakowski, Stanisław Olczyk, Mieczysław Chmura, Zdzisław Nowak, Rudolf Czech, Adolf Wróbel, Alfred Wróbel, Józef Kurek, Szymon Janiczko, Kazimierz Bryniarski, Marian Herda, Janusz Zawadzki, Bronisław Gosztyła            |